# コーカシアン・シェパード・ドッグ
コーカシアン・シェパード・ドッグ（英：Cauacasian Shepherd Dog）とは、ロシアのコーカサス地方原産の護畜用犬種である。

## 歴史
生い立ちについては詳しく分かっていない。少なくとも15世紀から犬種として存在していたが、実際には紀元以前から存在していたのではないかともいわれている。オオカミやチベタン・マスティフの血を引く護畜犬で、羊などの家畜をオオカミや家畜泥棒から守るのに使われてきた。羊や家族に危機が迫ると勇敢に戦い、体もとても丈夫な犬種であったため原産国で人気があった。
しかし、人が他地域から入ってくるようになると無計画な異種交配が頻繁に行われるようになり、セント・バーナードなどと交雑させられることにより純血の犬の数が激減してしまった。一時は絶滅も心配されたが、近年は種として保存を行い、純血を取り戻して絶滅を回避するための犬種クラブが設立された。この協会の活動により、コーカシアンの頭数と知名度は年々上昇を続けている。FCIにも公認犬種として登録されたことをきっかけに外国にも知られるようになり、ベラルーシやウクライナなどの旧ソ連国の他、アメリカ合衆国などにも輸出されるまでに至った。現在コーカシアンは実用犬としてだけでなくショードッグとしても使われていて、見栄えも良いためショーの世界からも注目されている。しかし、ペットとして飼育されているものは非常に少ない。

## 特徴
がっしりとした骨太で筋肉質の体つきをした犬である。
短いマズルと脚は太く、力はとても強い。頭部は大きく、額には少ししわが刻まれている。目は小さく、瞳の色は黒（ブラウン）または琥珀色。垂れ耳、ふさふさした垂れ尾を持つが、オオカミに噛まれた時などに大怪我を負わないようにするため、外耳をほぼ全て断耳してしまうこともあった。ただし、現在はあまり行われない傾向にある。
コートはごわごわでたっぷりしたロングコートと、少し短めでさらりとしたショートコートの2タイプがある。どちらもコートは厚い二重構造になっていて、防寒性が非常に高い。
ショー用にはライオンのような堂々とした風貌のロングコートのものが好まれている。
毛色はブリンドル、グリズル、ブロンズ、グレーなどの単色や混色、またはそれらにホワイトのパッチが入ったもの。
体高64 - 72cm、体重45 - 70kgの大型犬で、性格は家族に対しては忠実で人懐こいが、独立心と防衛本能が強い。とても頑丈な犬種で、吹雪の中でも仕事ができ、ある程度の粗食にも耐えられる。家族の安心を侵すようなものに対しては容赦なく勇猛果敢に立ち向かう。運動量は普通で、腰に負担をかけるため長時間の激しい運動には注意が必要である。
飼育の際にはしっかりとした訓練が必要だが、それをこなしてしまえば家庭犬としても飼育が可能である。ただし、小さな子供と二人きりにさせるのは厳禁である。かかりやすい病気は大型犬でありがちな股関節形成不全である。

## 参考
- 『犬のカタログ2004』（学研）中島眞理 監督・写真
- 『日本と世界の愛犬図鑑2007』（辰巳出版）佐草一優監修
- 『デズモンド・モリスの犬種事典』デズモンド・モリス著書、福山英也、大木卓訳 誠文堂新光社、2007年
- 『日本と世界の愛犬図鑑2009』（辰巳出版）藤原尚太郎編・著